# سوزان دکر
سوزان دکر (انگلیسی: Susan Decker) کارآفرین، بازرگان و مدیر ارشد اجرایی آمریکایی است.